# Grewia grevei
Grewia grevei är en malvaväxtart som beskrevs av Henri Ernest Baillon. Grewia grevei ingår i släktet Grewia och familjen malvaväxter. Inga underarter finns listade i Catalogue of Life.